# 海曾斯泰茲
海曾斯泰茲（丹麥語：Hedensted），丹麥日德蘭半島上的中日德兰大区的一座城市，也是海曾斯泰茲市鎮的行政中心。它的人口（包括其北部邻近的城镇勒斯寧）为12,014人。